# 狐松鼠
狐松鼠（學名：Sciurus niger；英語：fox squirrel、eastern fox squirrel、Bryant's fox squirrel）是松鼠屬的一種生物，是北美洲最大的树松鼠。
其种加词“niger”意为“黑色的”。

## 特征
其體長45—70 cm（17.7—27.6英寸），尾巴長20—33 cm（7.9—13.0英寸），重500—1,000克（1.1—2.2英磅）。體型和外貌上不存在兩性異形特征，只是不同地區的狐松鼠毛色會有一些不同。其齒式為1.0.1.31.0.1.3 × 2 = 20。

## 习性

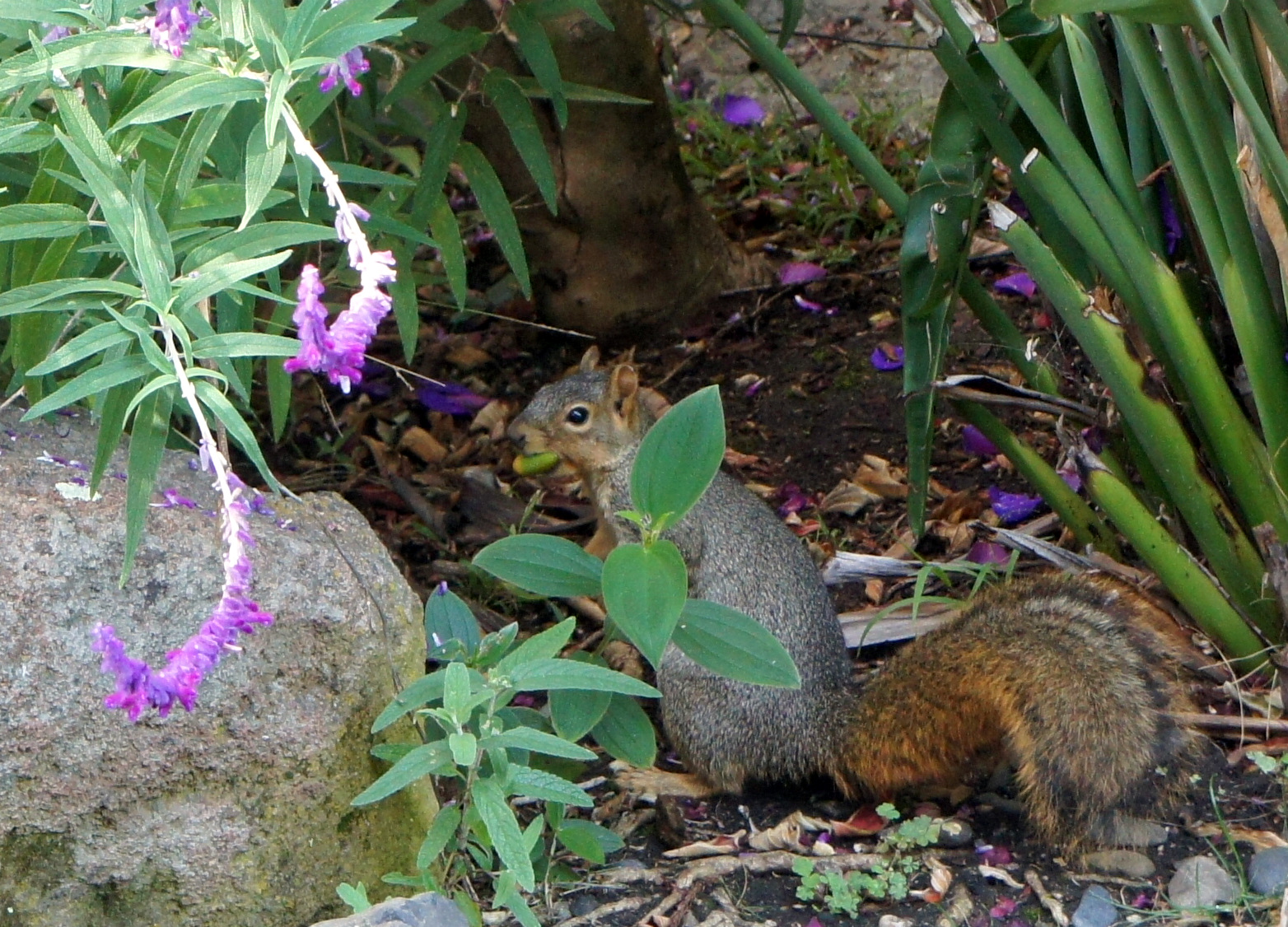
正在寻找食物的狐松鼠

狐松鼠喜欢生活在开阔的橡树、松树林地，有非常灵敏的嗅觉、听觉和视觉，它们通过气味来交流。
不同地区的狐松鼠有不同的食物偏好。一般来说，其食谱包括紅橡、白蠟、七葉樹、山核桃、昆虫、鸟蛋和真菌，但也会吃玉米、大豆、燕麦、小麦等农作物。

## 寿命
在人类饲养的情况下，其寿命可达18年，雌性平均寿命为12.6年，雄性为8.6年。由于过度捕猎、气候变化和栖息地丧失，狐松鼠的很多亚种都处于濒危状态。

## 外部連接
- . ITIS.   [2006-03-26].
- Enature treatment: Eastern Fox Squirrel (Sciurus niger)
- American Society of Mammalogists: Mammalian species account of Sciurus niger
- Smithsonian: Eastern Fox Squirrel article
- Digimorph: 3D visualization of a Fox Squirrel skull （页面存档备份，存于）
- The Squirrel Project （页面存档备份，存于）